# 天堂蒜薹之歌
《天堂蒜薹之歌》是中国作家莫言的一部长篇小说，1988年初版。
小说取材于真实的“蒜薹事件”：响应政府号召的农民批量种植蒜薹导致滞销，政府不作为，结果酿成群体事件。莫言看到新闻后用35天写出了这部作品。全书共21章，刻画了高羊、高马、金菊、方四叔、方四婶等人物，除蒜薹事件外，还描写了高马、金菊二人的恋情。书中充满乡间景物描写，融入了民歌的形式，语言节奏感强。
该书1995年译成英文，瑞典学者彼得·英格伦将其列为阅读莫言的入门书。它还被海外媒体比作中国版的《第二十二条军规》和《愤怒的葡萄》。